# كارول كيندال
كارول كيندال (بالإنجليزية: Carol Kendall)‏ هي كاتبة للأطفال وكاتِبة أمريكية، ولدت في 13 سبتمبر 1917 في بوسايروس في الولايات المتحدة، وتوفيت في 28 يوليو 2012 في لورانس في الولايات المتحدة.

## وصلات خارجية
- كارول كيندال على موقع IMDb (الإنجليزية)